# Basiliano
Basiliano é uma comuna italiana da região do Friuli-Venezia Giulia, província de Udine, com cerca de 5.002 habitantes. Estende-se por uma área de 43 km², tendo uma densidade populacional de 117 hab/km². Faz fronteira com Campoformido, Codroipo, Fagagna, Lestizza, Martignacco, Mereto di Tomba, Pasian di Prato, Pozzuolo del Friuli.

## Demografia
| Variação demográfica do município entre 1861 e 2011                               |
|                                                                                   |
| Fonte: Istituto Nazionale di Statistica (ISTAT) - Elaboração gráfica da Wikipedia |